# 教育トゥデイ
『教育トゥデイ』（きょういくトゥデイ）は、1996年4月27日から2002年3月21日までNHK教育テレビジョンで放送された教養番組である。

## 概要
教育問題に焦点を当て、さまざまな角度から考えていくという趣向の番組であった。1996年度と1997年度には月に1回のペースで放送されたが、1998年度をもって週に1回の放送へ移行した。また、1998年度には『教育トゥデイ'98』→『教育トゥデイ'99』とタイトルに西暦の下2桁を冠したが、1999年度からは再び元のタイトルで放送された。

## 放送時間
いずれも日本標準時。
- 第4土曜日 23:00 - 23:44 （1996年4月27日 - 1998年3月28日） - 第1・第2・第3・第5土曜日にはこの時間帯で『サイエンスアイ』を放送。
- 土曜日 22:15 - 22:59 （1998年4月11日 - 1998年12月26日、1999年1月23日 - 1999年4月3日）
- 土曜日 22:30 - 22:59 （1999年4月10日 - 2000年3月25日） - 15分縮小。
- 土曜日 21:00 - 21:29 （2000年4月1日 - 2001年3月24日）
- 木曜日 23:00 - 23:29 （2001年4月5日 - 2002年3月21日）

## 司会
- 町永俊雄（1996年4月27日 - 1998年3月1日）
- 杉浦圭子（1998年4月11日 - 1999年10月2日）
- 田中浩史（1999年10月9日 - 2002年1月10日）